# Antonius Joannes van Schaik
Antonius Johannes van Schaik (Loenen (Stichtse Vecht), Nieuwersluis, 8 december 1832 – Utrecht, 22 oktober 1882) was een Nederlands pianist en zanger.
Hij was zoon van koetsier Jan van Schaik en Anna Rijnders. Hijzelf was getrouwd met Adriana Anna Bleumer. Zoon Joannes Anthonius Stefanus van Schaik was ook (deels) musicus.
Van Schaik kreeg opleiding van H. Wormer, L. van der Wurff sr en Johann Hermann Kufferath. Na zijn opleiding trad hij op als pianist en zanger in en om Utrecht. Hij was voorts dirigent van en componist voor het Utrechtsch Mannenkoor en het zangkoor van de Sint-Augustinuskerk in Utrecht.
Hij schreef enkele gelegenheidscantates (veelal voor jubilea), korte werken binnen de kerkmuziek, zoals een Veni Creator Spiritus en een Tantum Ergo, beide voor vier mannenstemmen en orgel.